# M14 (puška)
M14, oficiálně United States Rifle, Caliber 7.62 mm, M14 je americká bitevní puška se selektivní možností střelby, komorovaná pro náboj 7,62 × 51 mm NATO. V roce 1959 se stala standardní puškou amerických ozbrojených sil, přičemž v roce 1958 nahradila pušku M1 Garand v americké armádě a od roku 1965 u námořní pěchoty. Nicméně od roku 1968 byla nahrazována puškou M16. M14 byla používána americkou armádou, námořnictvem i námořní pěchotou pro základní a pokročilý individuální výcvik (AIT) od poloviny 60. do začátku 70. let. Původně šlo o automatickou, později samonabíjecí pušku. Již v průběhu vietnamské války byla vyřazována z výzbroje jednotek které bojovaly v předních liniích a byla nahrazována útočnou puškou M16. 
M14 byla poslední americká bitevní puška, která byla v množstvích americkému vojenskému personálu vydána. Byla nahrazena útočnou puškou M16 - lehčí zbraní využívající náboje střední balistické výkonnosti menší ráže. Puška M14 zůstává v omezené službě ve všech odvětvích americké armády. Přičemž se většinou jedná jen o její speciální modifikace, např. odstřelovací a pušky pro přesnou střelbu nebo o obřadní zbraně čestných či ceremoniálních stráží. Civilní poloautomatické modely se používají pro lov, plinking, střelbu na terč a střelecké soutěže.
M14 je základem pro odstřelovací pušky M21 a M25, které byly z velké části nahrazeny odstřelovacím systémem M24. Nová varianta M14, Mk 14 Enhanced Battle Rifle (EBR), je ve službě od roku 2002.

## Vývoj

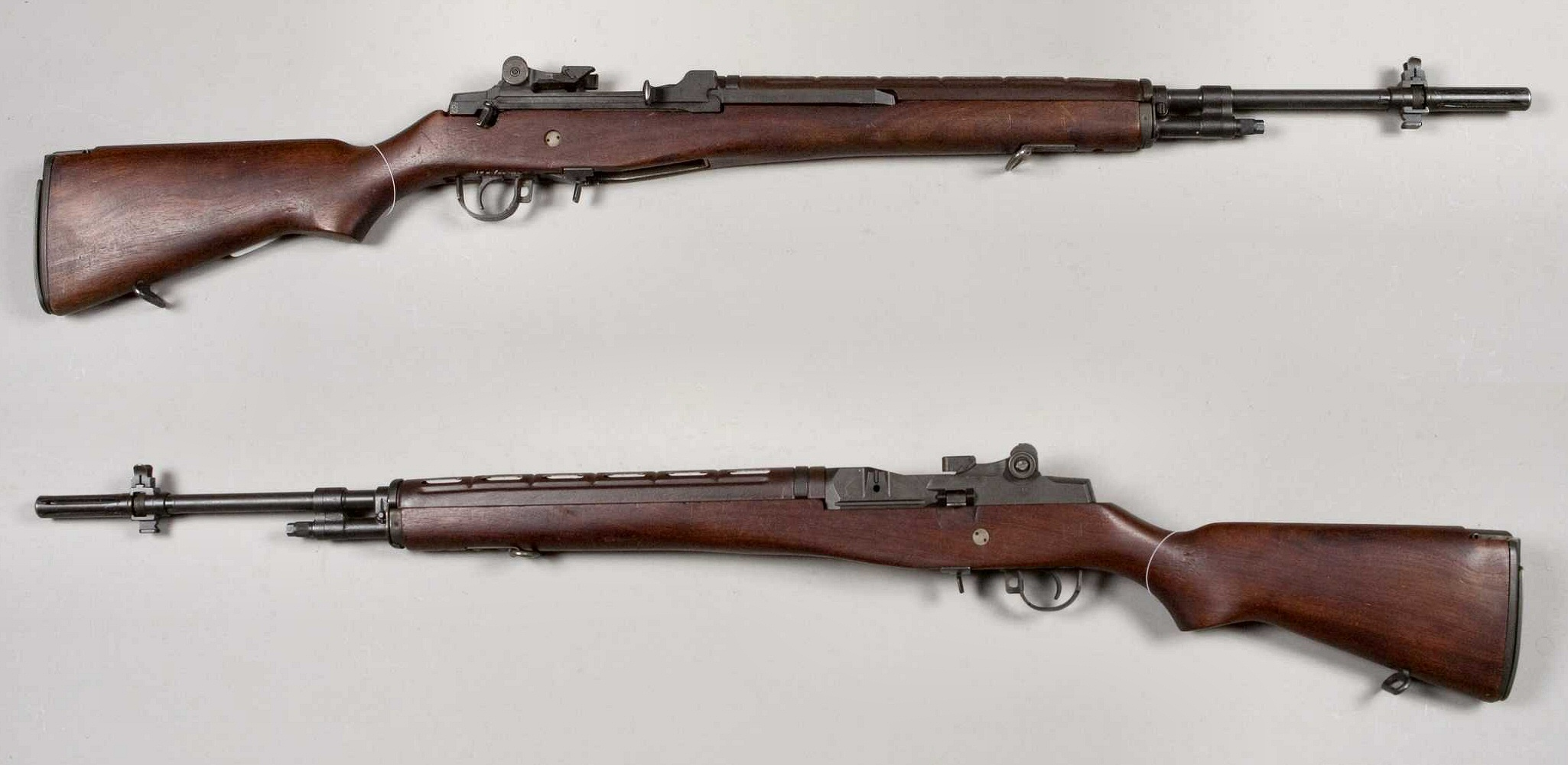
M14 ze sbírky muzea ve Stockholmu

Puška M14 byla vyvinuta ve Spojených státech v 50. letech jako zbraň pro nově zavedený standardní náboj Severoatlantické aliance 7,62 x 51 mm NATO. Zbraň konstrukčně dosti blízce vycházela z osvědčeného válečného modelu M1 Garand. Do výzbroje byla zavedena roku 1957.
Šlo o pušku velmi přesnou a balisticky výkonnou (vývoj střelivin umožnil, že přes zkrácení nábojnice z 64 na 51 mm se výkon vojenských verzí nábojů .30-06 Springfield a 7,62 x 51 mm NATO nijak drasticky neliší), při plně automatickém režimu střelby (dávkami) však byla velmi těžko ovladatelná a při déle trvající střelbě dávkami docházelo k přehřívání hlavně. Zavedením možnosti střelby dávkou navíc vzrostla její hmotnost, neboť bylo nutno zesílit konstrukci pro zvětšené namáhání při plně automatické palbě. Většina zbraní byla později upravena pouze pro střelbu jednotlivými ranami.
Přes pečlivě zpracovanou konstrukci, vysokou odolnost a životnost byla M14 ve výzbroji americké armády velmi krátkou dobu, neboť ji během války ve Vietnamu postupně nahradily zbraně typu M16, resp. AR-15 které jsou v dnešní době, po boku systému Kalašnikov (AK) bezesporu nejrozšířenější na celém světě.
Pušku M14 používala americká námořní pěchota na počátku vietnamské války, po jejím nahrazení puškou M16 byla zařazena jako druholiniová zbraň, až na speciální varianty používané odstřelovači.
V dnešní době jsou zbraně řady M14 používány jako odstřelovací pušky - nejčastěji ve variantě DMR. Pušky M14 v klasickém provedení, tedy s dřevěným pažbením (a často s povrchovou úpravou kovových částí chromováním nebo niklováním) jsou zbraněmi čestných jednotek.
Jednotky Delta Force jsou užíváním M14 známé. Jak je vidět z filmu Black Hawk Down (Černý Jestřáb Sestřelen), podle skutečné události - bitvy o Mogadišu, jeden z této jednotky, Seržant Randy Shughart, využívá M14 k odstřelování z helikoptéry aby podpořil své jednotky během pozemních operací. Jeho M14 je vybavena optikou Aimpoint 3000.

## Funkce
Systém zbraně je v podstatě stejný jako u pušky M1 Garand. Zbraň používá systém uzamčení závěru rotačním závorníkem. Rozdíly oproti M1 Garand jsou hlavně změna ráže - z .30-06 na 7,62 x 51 mm NATO a možnost volby režimu střelby. Dalším významným rozdílem byla změna zásobovacího ústrojí. Zbraň oproti Garandu používá schránkové odnímací zásobníky. Toto vysoce zvýšilo užitnou hodnotu zbraně.

## Varianty

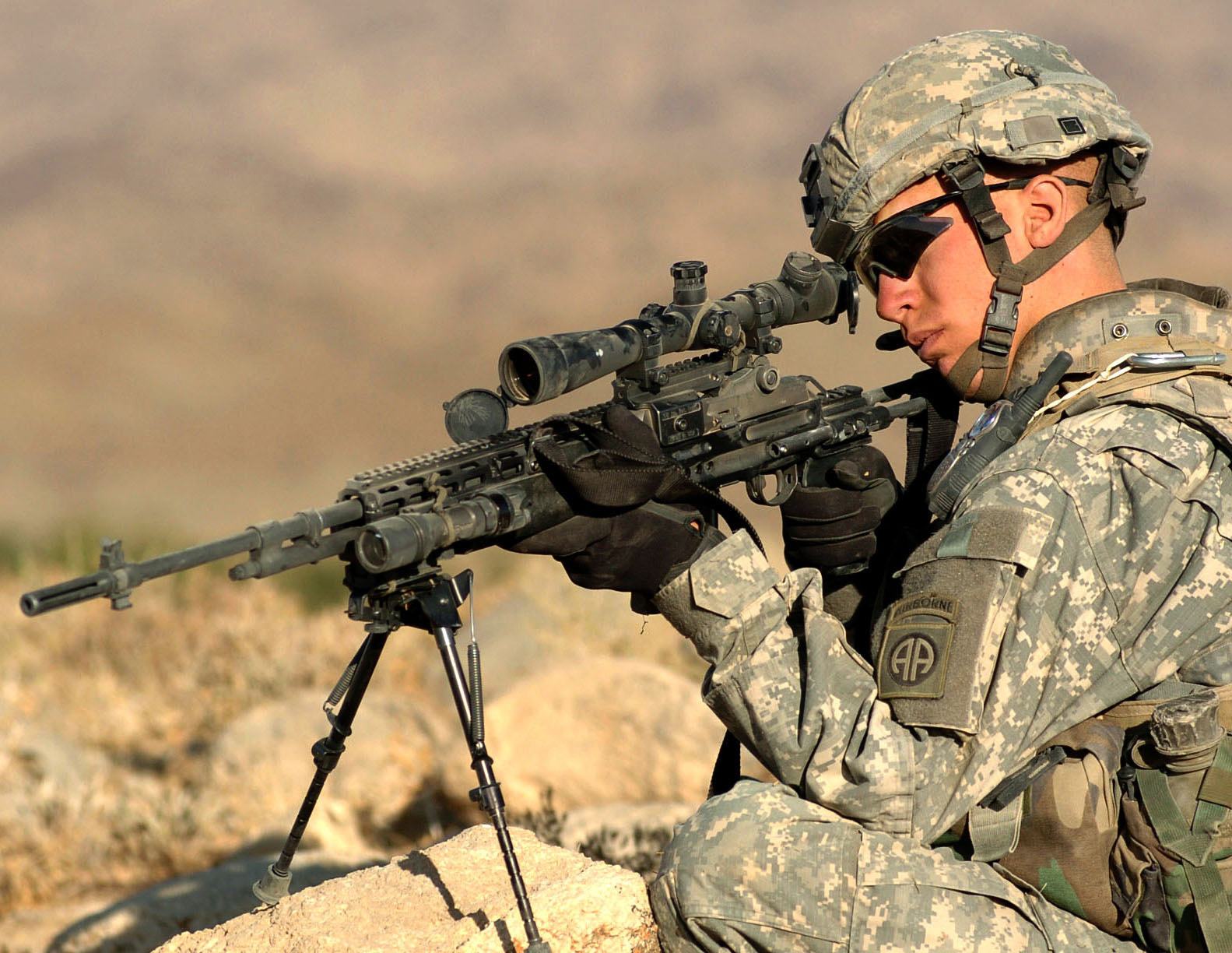
M14 EBR - voják z 325th Airborne Infantry Regiment s M14 EBR

### M15
Varianta označovaná jako M15 měla nahradit lehký kulomet, od základního modelu se odlišovala těžší hlavní s větší tepelnou jímavostí, sklopnou dvojnožkou a vyšší hmotností. Příliš se však neosvědčila ani nerozšířila, pro plnění úkolů lehkého kulometu byla příliš lehká, s nedostatečnou palebnou mohutností, a jako útočná puška zase dost těžká a neohrabaná.

### M14E2 / M14A1
Standardní M14 s volbou střelby (automat/poloautomat). Tento model (M14E2) byl zaveden jako standardní pěchotní automatická puška a v roce 1966 přejmenován na M14A1.

### M14 M (Modified) / M14 NM (National Match)
M14 M je pouze poloautomatická verze standardní M14 a byla vytvořena pro civilní účely. Speciálním mechanismem bylo zabráněno využití plně automatické střelbě.

### M1A / M1A NM (National Match) / M1A SM (Super Match)
Další civilní verze armádní M14, konkrétně vyráběná americkou zbrojovkou Springfield Armory, Inc. od roku 1974. Střelba je pouze poloautomatická a nemůže být modifikována na plně automatickou. Ačkoliv bylo i vyrobeno několik kusů s volbou střelby na plně automatickou, musely tyto kusy podlehnou zvláštní registraci.

### M21
Varianta M14 byla zavedena do výzbroje jako odstřelovací puška M21, která se vyznačovala pečlivějším zpracováním hlavně a dalších součástek (zejména spoušťového mechanismu), zvláště tuhou pažbou z vrstveného laminovaného dřeva, přítomností lištové montáže pro optický zaměřovač na pouzdru závěru, a také absencí možnosti střelby dávkou.

### M25 "White Feather"
M25 je puška vyrobená pro U.S. Army Special Forces (speciální jednotky) a U.S. Navy SEALs. Označení "White Feather" nese podle obávaného námořního odstřelovače z Vietnamské války Carlose Hathcocka. Až na několik detailů, jako je jiná optika, je zbraň stejná jako M21. Je stavěná jako odstřelovací puška a oproti ostatním verzím vůbec nemá pevná mířidla. Přesnost je srovnatelná s puškami Remington 700, což je vzhledem k poloautomatické střelbě velmi obdivuhodné a dává této zbrani (při nasazeném nejdelším zásobníku) velikou palebnou sílu porovnatelnou s útočnou puškou na vzdálenost, která přesahuje dosah běžného vojáka s útočnou puškou. Ve válce v Perském zálivu byla hodně využita již zmiňovanými U.S. Army Special Forces a U.S. Navy SEALs.

### M14 DMR (Designated Marksman Rifle)
Modifikovaná verze základní M14ky, používaná americkou Námořní pěchotou (US Marines). V současné době je u námořnictva nahrazována modernější M39 EMR.

### M14 EBR (Enhanced Battle Rifle)
Toto je modernizovaná varianta M14 vyráběná americkou zbrojovkou Sage International. Na zbrani je k dispozici několik R.I.S. lišt pro optiku, kolimátor, svítilnu atp. Modernizace si vyžádala upuštění od klasické dřevěné pažby, ta je nyní kompletně z lehkých slitin a její délka je plně nastavitelná, stejně jako lícnice. M14 EBR samozřejmě využívá stejné ráže jako její "stará předchůdkyně" 7,62×51 mm NATO.

### M39 EMR (Enhanced Marksman Rifle)
Založena na základu M14 EBR, používaná americkou Námořní pěchotou (US Marines). V současnosti[kdy?] postupně nahrazuje starší M14 DMR, taktéž užívanou námořnictvem.

## Galerie

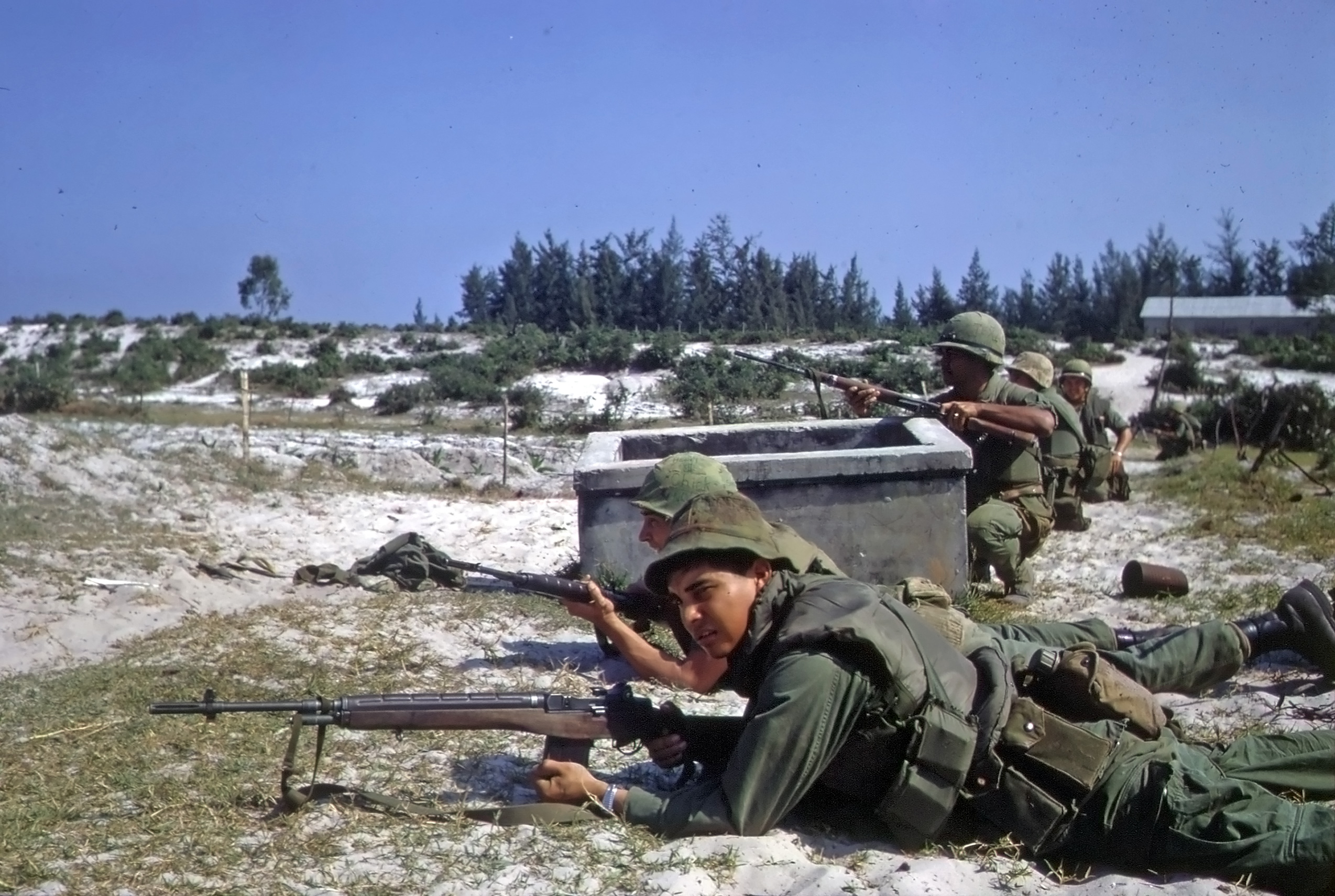
Bitva o Hamo Village během ofenzívy Tet za války ve Vietnamu. Jednotky 1. námořní divize a ARVN na pozicích čekající na nepřítele s nabitými M14.
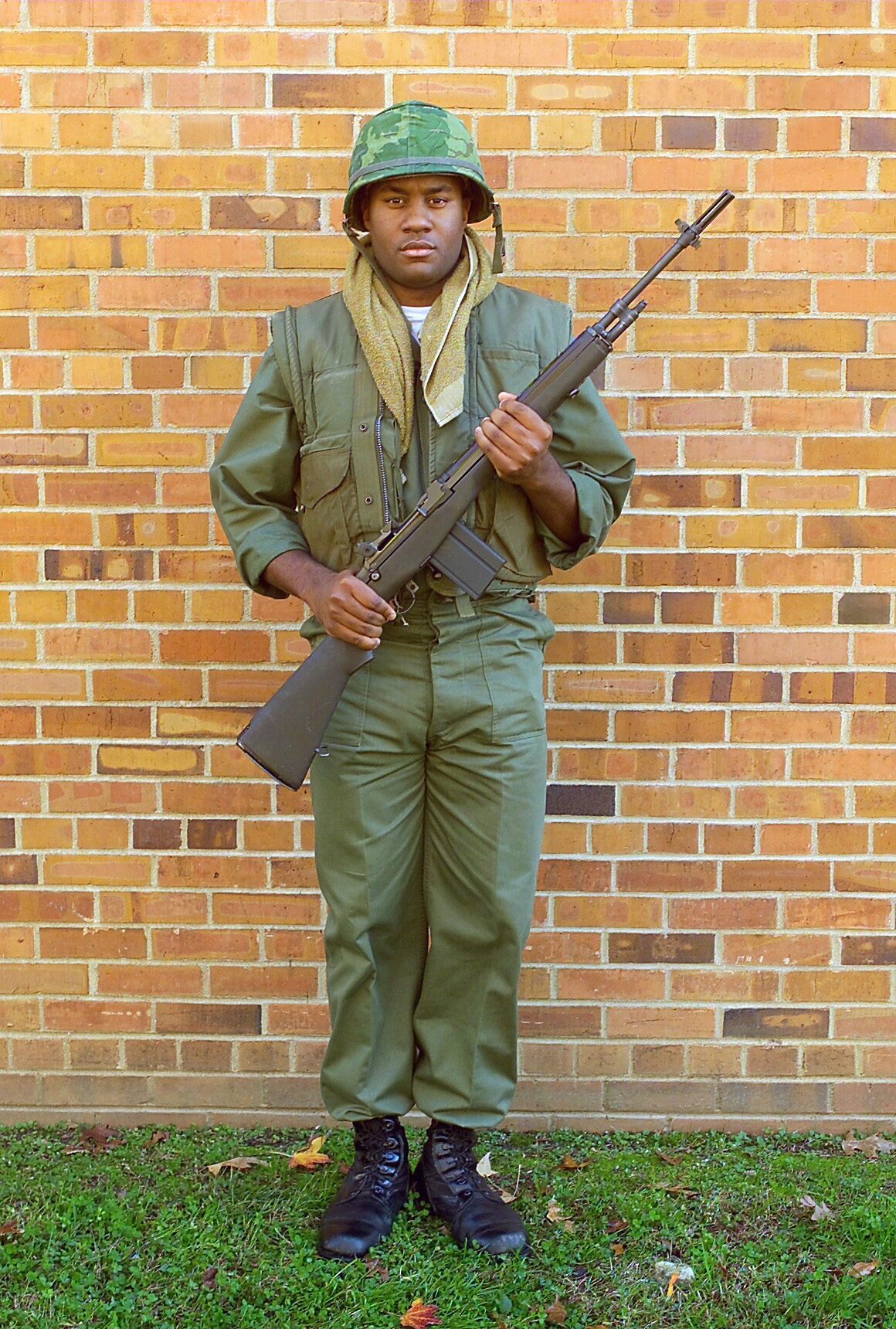
Mariňák s M14 v uniformě ze 60. let, doba Vietnamské války
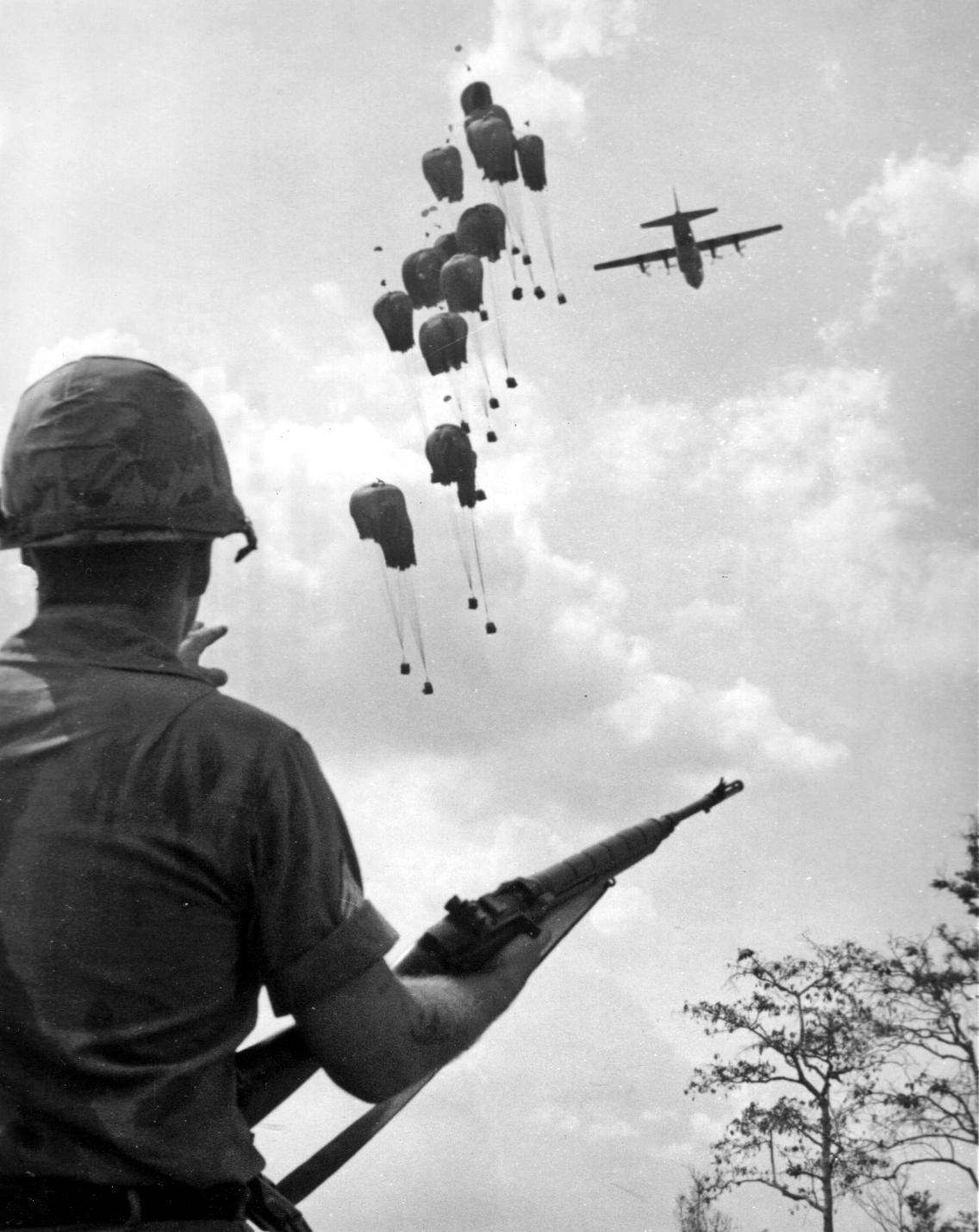
Voják s M14 přihlížející přilétající podpoře během Operace Junction City, Vietnamská Republika
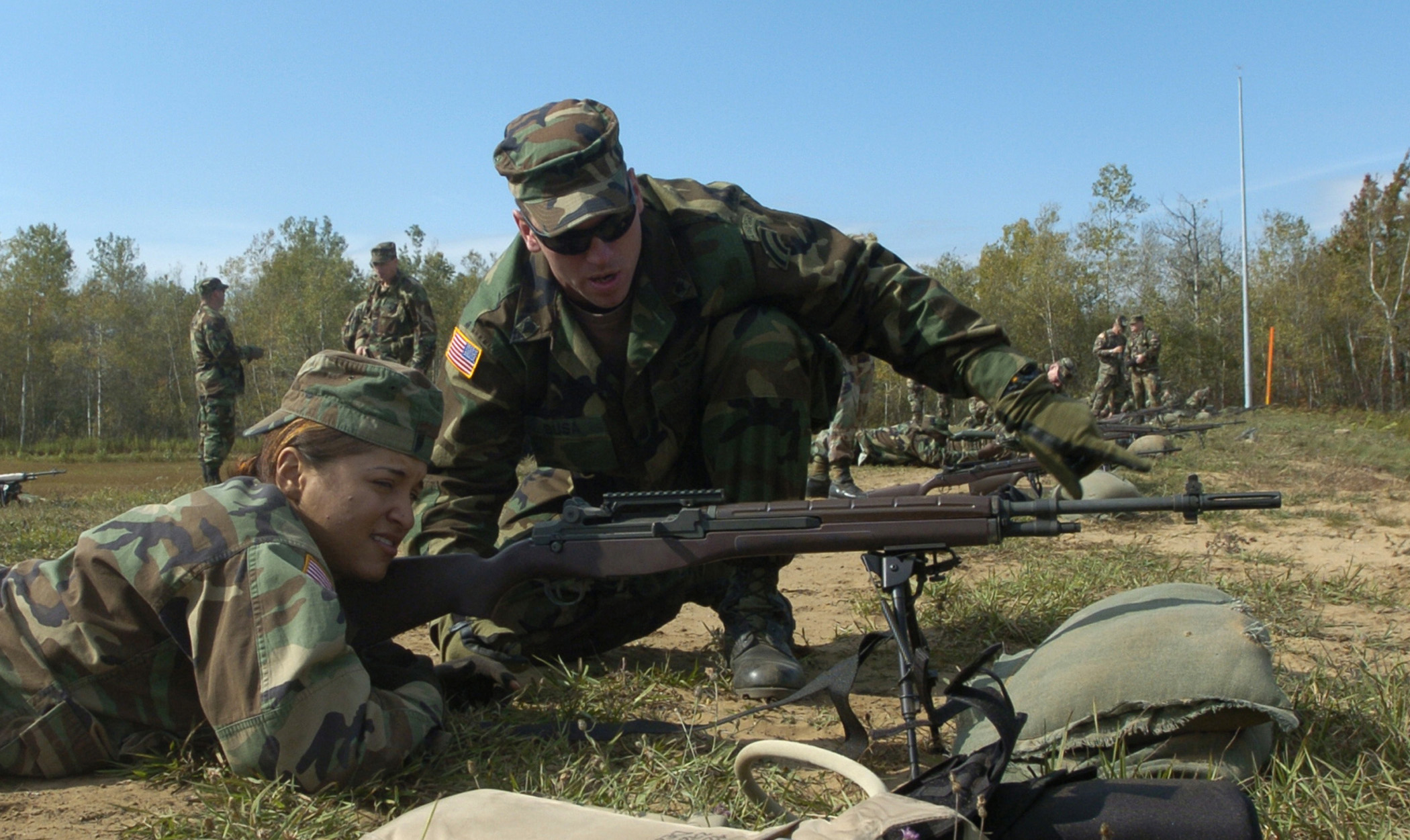
M14 při tréninkovém střílení
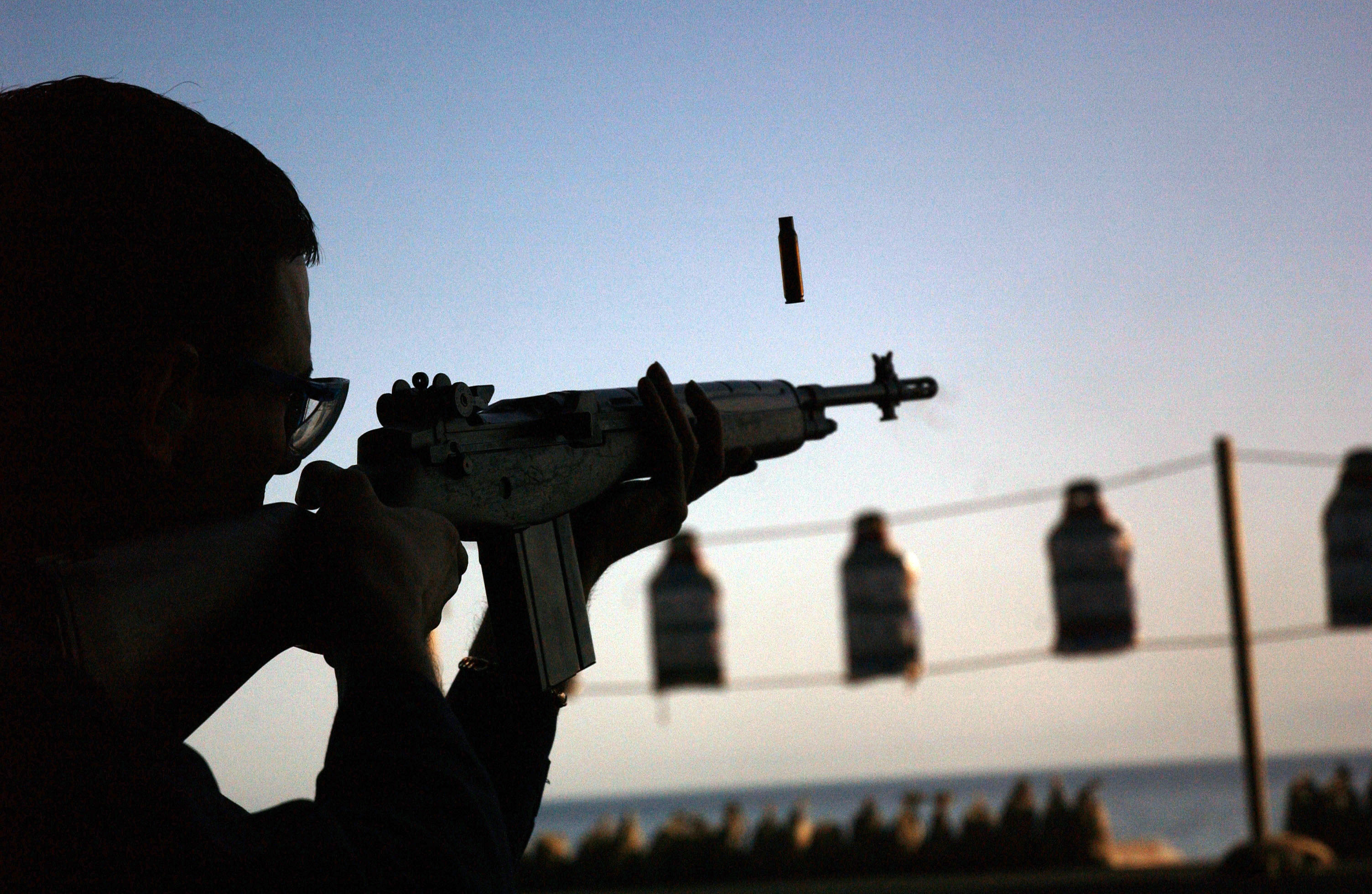
M14 a letící nábojnice 7,62×51 mm NATO těsně po výstřelu
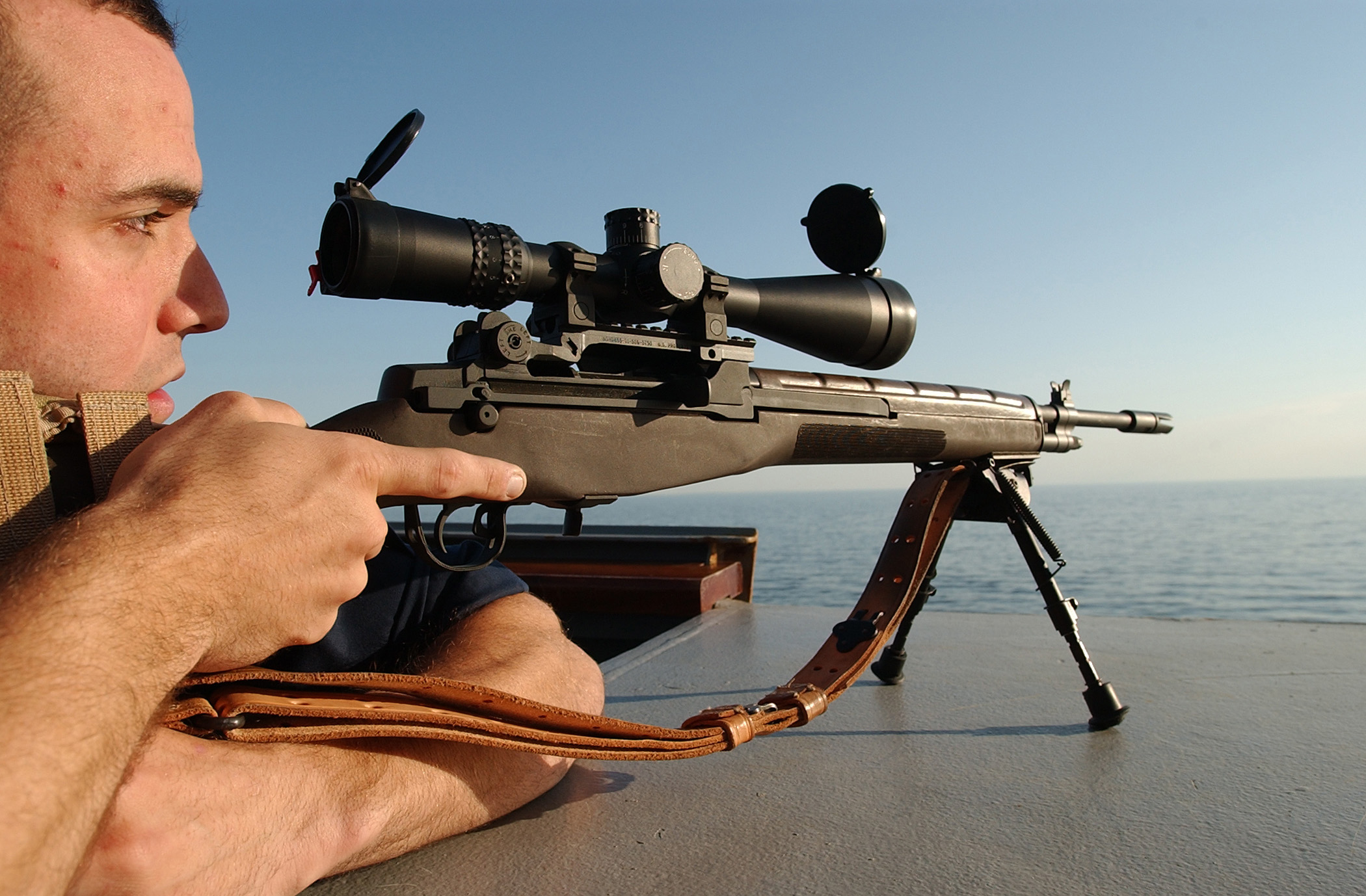
Americký námořník zaměřující s M14 DMR
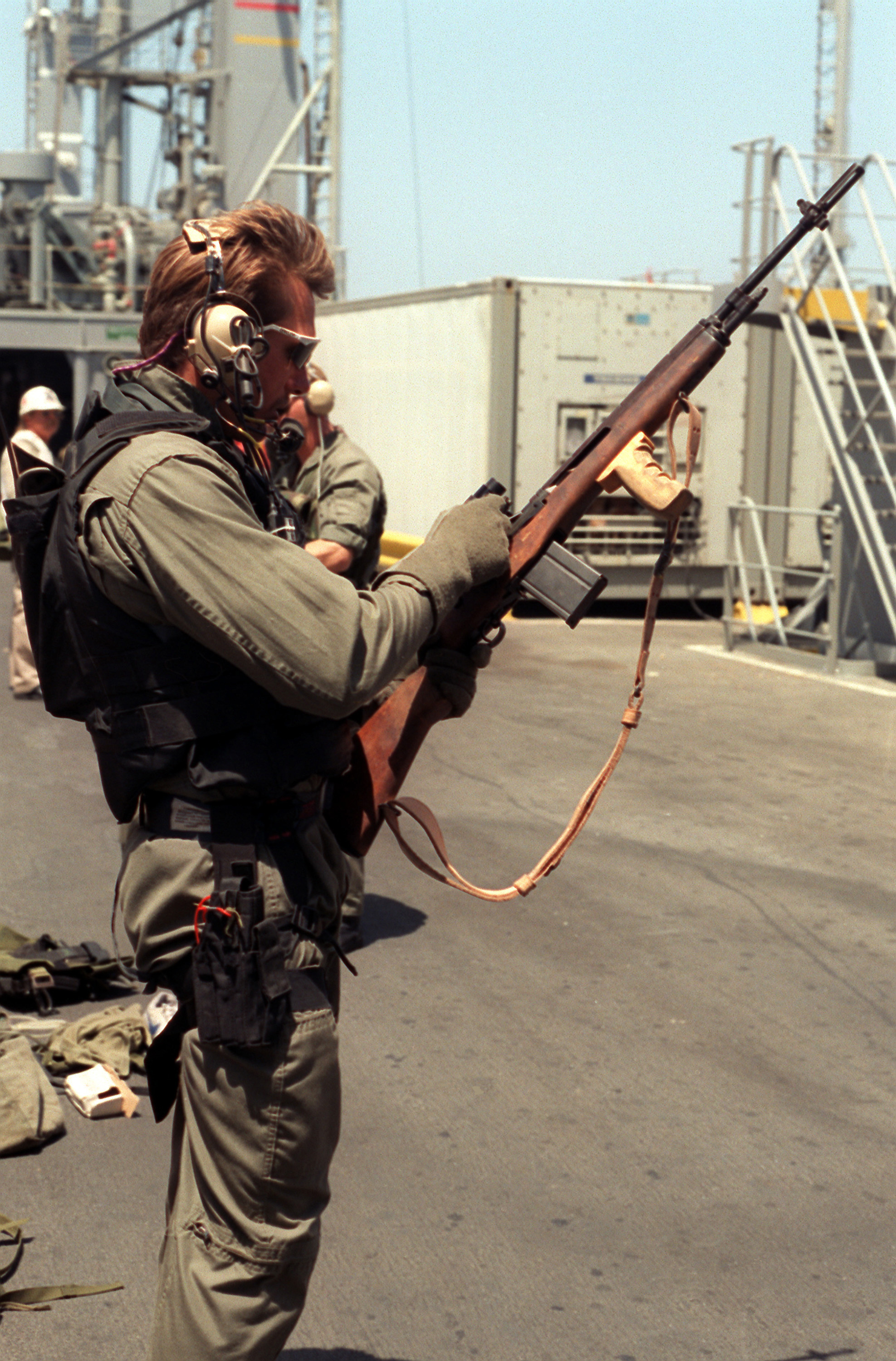
SEAL operátor s puškou M14 vybavenou optikou a předním úchopem, Operace Pouštní Bouře - Válka v Zálivu
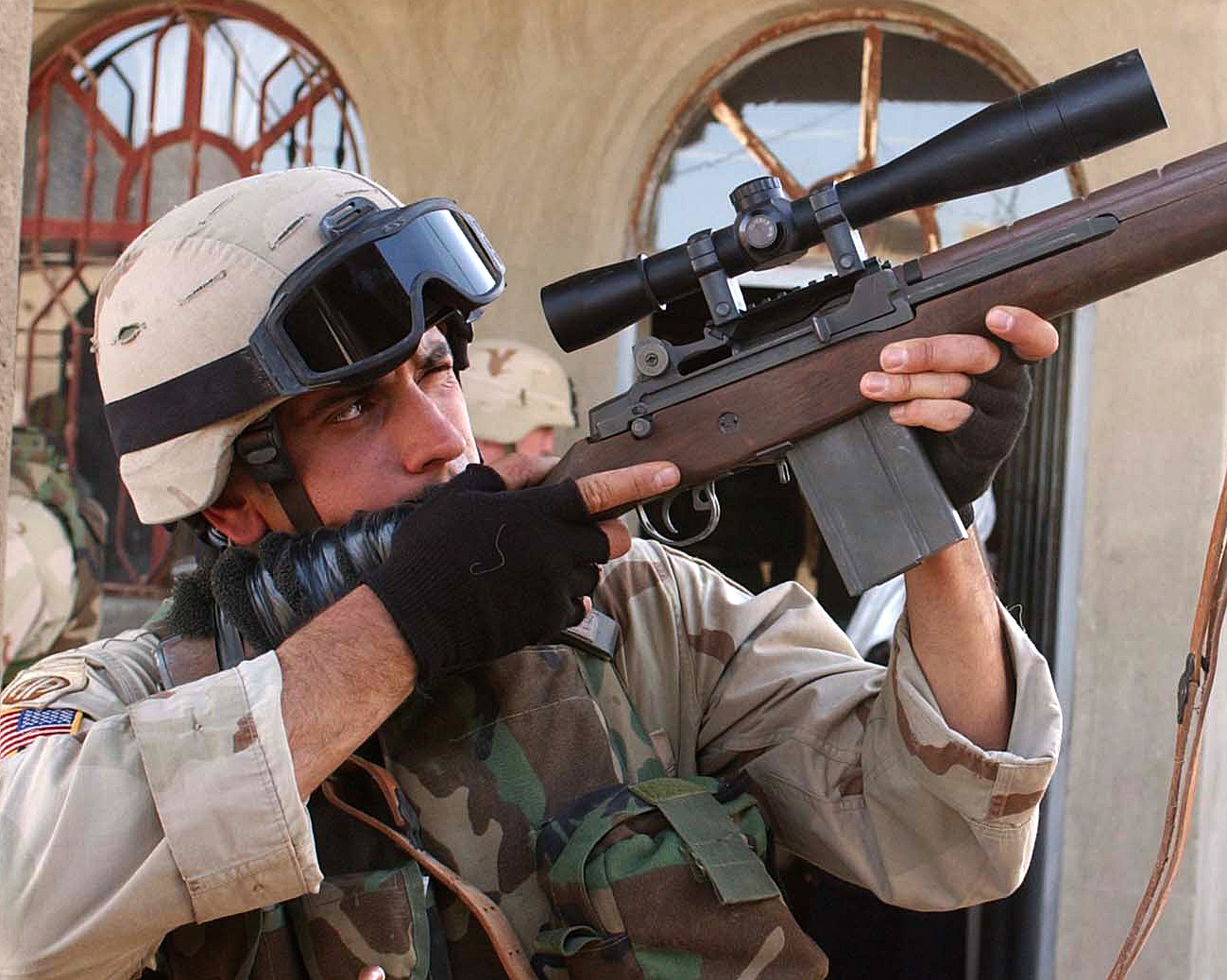
Armádní střelec ve Fallúdže v Iráku, užívající modifikaci M14 s optikou Leupold & Stevens LR/T 10x40 mm M3
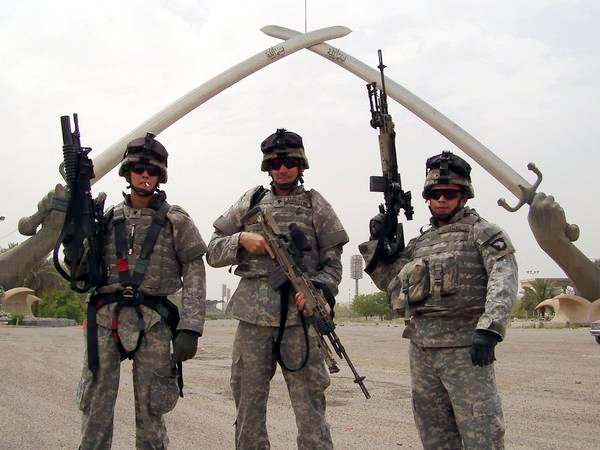
Jednotka U.S.A. z 101st Division vybavená variantami M14 v Bagdádu, Irák
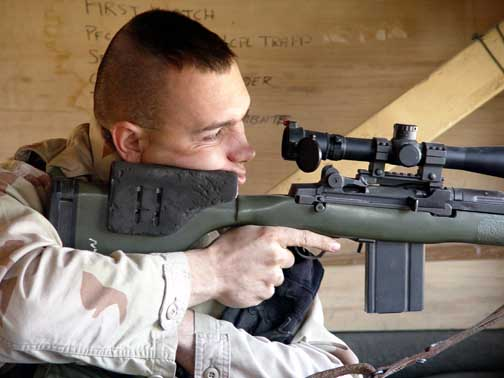
Jeremy R. Riddle z Task Force Kabul se rozhlíží skrze svoji M14 DMR
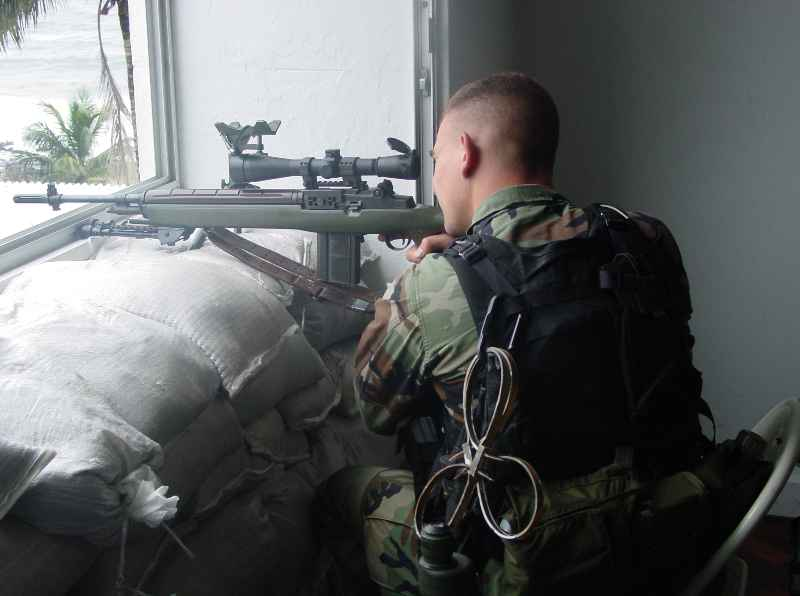
Střelecká pozice s M14 DMR uvnitř americké ambasády v Monrovii v Libérii. Americké námořnictvo sem bylo poplašně vysláno chránit ambasádu během civilního povstání.
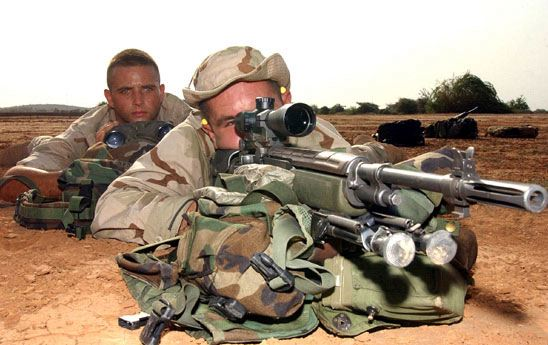
M14 DMR během tréninkové střelby
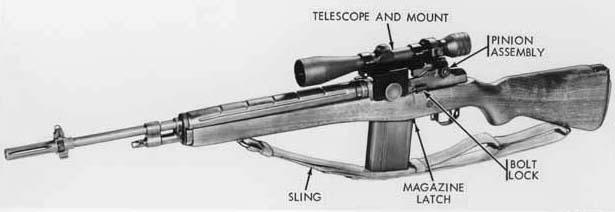
M21 - odstřelovací puška
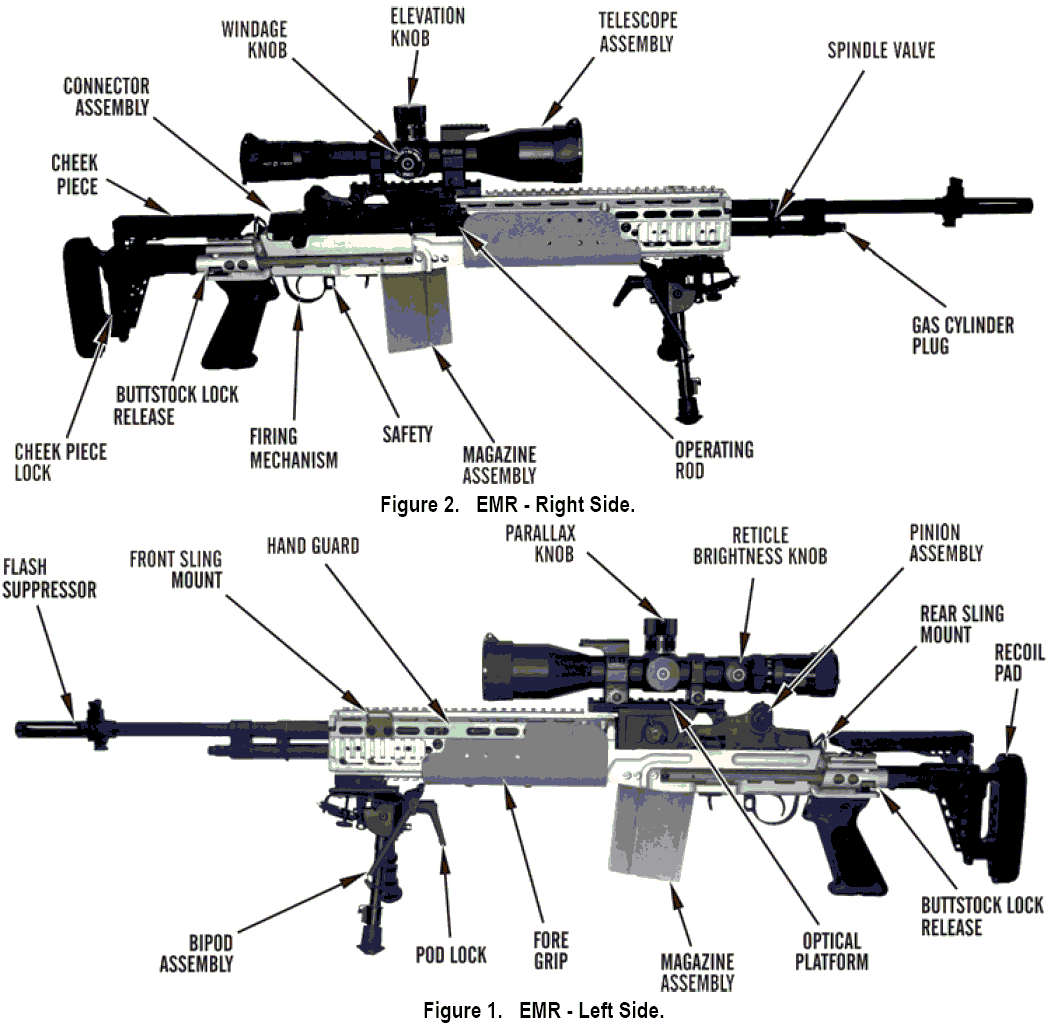
M39 EMR užívaná americkou Námořní pěchotou